# Pseudoderopeltis flavescens
Pseudoderopeltis flavescens är en kackerlacksart som beskrevs av Krauss 1890. Pseudoderopeltis flavescens ingår i släktet Pseudoderopeltis och familjen storkackerlackor. Inga underarter finns listade i Catalogue of Life.